# Liste der Träger des Lāčplēsis-Ordens I. Klasse

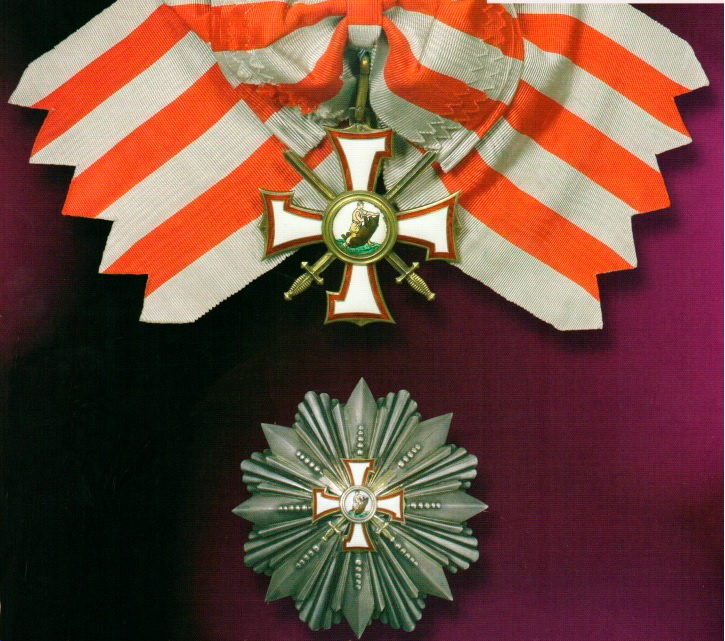
Schulterband, Kleinod und Bruststern des Lāčplēsis-Ordens I. Klasse

Die Liste der Träger des Lāčplēsis-Ordens I. Klasse enthält die Namen aller elf Personen, die in der Zeit vom 11. November 1920 bis zum 11. November 1928 mit dem Lāčplēsis-Orden I. Klasse als höchste staatliche Auszeichnung Lettlands für ihre militärischen Verdienste geehrt worden sind. Die Auszeichnungen wurden jeweils am 11. November, dem Lāčplēsis-Tag, übergeben – anlässlich des Jahrestages der Vertreibung der prorussischen deutschbaltischen Bermondt-Armee durch die lettische Armee aus Riga im Jahre 1919.

## Auszeichnungsveranstaltungen
Die erste Auszeichnung mit dem Lāčplēsis-Orden fand unter Präsident Jānis Čakste am 11. November 1920 in Riga statt. Sowohl in diesem, wie auch in den beiden darauffolgenden Jahren wurde noch kein Orden der I. Klasse verliehen. Entsprechend den Bestimmungen wurde die Auszeichnung zuerst in der III. Klasse verliehen. Danach konnte die Auszeichnung auch in der zweiten bzw. ersten Klasse erworben werden.
Im Jahre 1923 wurden in Abweichung von diesen Vorgaben Lāčplēsis-Orden der I. Klasse an vier Ausländer verliehen.

## Ordensträger
Die Angaben umfassen das Jahr der Auszeichnung, den Namen des Ausgezeichneten und sein Geburts- bzw. Sterbejahr.

### Belgien
- 1923: König Albert I. (1875–1934)

### Estland
- 1924: General Johan Laidoner (1884–1953), (1923: II. Klasse)

### Frankreich
- 1923: Marschall Ferdinand Foch (1851–1929)
- ????: General Eugène Jannin (Maurice Janin?, Genin, Genine?) (russ. Эйжен Жанен, lett. Eižens Žanens bzw. altlett. Janin's) (1923: II. Klasse)

### Italien
- 1923: König Viktor Emanuel III. (1869–1947)
- ????: Ministerpräsident Benito Mussolini (1883–1945)

### Lettland
- ????: General Jānis Balodis (1881–1965)
- ????: General Krišjānis Berķis (1884–1942)
- ????: Oberst Fridrihs Briedis (1888–1918)
- ????: Oberst Oskars Kalpaks (1882–1919)

### Polen
- 1923: Marschall Józef Piłsudski (1867–1935)

### Fotos
- Balodis mit Lāčplēsis-Orden
- Berkis mit Lāčplēsis-Orden

### Zeitungsberichte
Über die Auszeichnungen wurde in der Zeitung „Lettlands Kämpfer“ (lett. Latvijas Kareivis) in altlettischer Schrift berichtet, welche die Lettische Nationalbibliothek online bereithält:
- 13. November 1920, S. 2 (PDF; 1,6 MB)
- 12. November 1921, S. 1 (PDF; 1,4 MB)
- 12. November 1922, S. 1 (PDF; 1,3 MB)
- 11. November 1923, S. 1 (PDF; 1,1 MB)